# 切雷比奇集中營
切雷比奇集中營是波斯尼亚战争期间由波士尼亞克人和波斯尼亚克羅地亞人联合部队所经营的战俘营，被关押的塞爾維亞族囚犯遭到谋杀、殴打、酷刑、性侵犯和其他残忍及不人道的對待。该设施曾被波斯尼亚内政部(MUP)、克罗地亚国防委员会(HVO) 和后来的波斯尼亚邊防軍 (TO) 等几个单位使用。該集中營位于波斯尼亚中部科尼茨市的一个名叫切雷比奇的村庄。
该集中營于 1992 年 4 月至 12 月期間运作，在其运作期间关押约 400-700 名塞族囚犯，大多数是平民。该集中營运作期间有一些囚犯被刺殺或枪殺，或被殴打致死，相信多达 30 名囚犯在囚禁期间死亡。這些囚犯是在 1992 年 5 月的波士尼亞克人和波斯尼亚克族联合部队的军事行动中被捕，該行动旨在打通多條早前被塞族部队封锁、通往萨拉热窝和莫斯塔尔的路线。
1996 年 3 月 21 日，集中营指挥官 Zdravko Mucić 和 Zejnil Delalić 、副指揮官 Hazim Delić 和守卫 Esad Landžo 因为自己中在集中營的角色和犯下的罪行遭到前南斯拉夫问题国际刑事法庭起诉。审判結束后，Delić、Landžo 和 Mucić 被裁定违反战争法和严重违反日内瓦公约中关于谋杀、酷刑和残忍对待囚犯的罪行，他們分别判处 20 年、15 年和 7 年徒刑分别。Zejnil Delalić 則无罪释放。

## 背景
随着波斯尼亚战争的爆发，科尼茨市具有历史和战略重要性。科尼茨长期以来被波斯尼亞塞族人和克族人視为其势力范围的地区中心，克族人声称拥有整个黑塞哥维那地区，而塞尔维亚人主要对内雷特瓦河谷东部虎視眈眈。 科尼茨擁有通往萨拉热窝的重要铁路线和公路，亦擁有重要的军事设施，包括武器和弹药厂、 南斯拉夫人民軍（JNA）军营和后备指挥站、通信和电信中心以及切雷比奇军营和仓库。 
1992 年 3 月，科尼茨市的塞族議員通過了一項关于塞族领土的决定，尽管塞族人并不占科尼茨人口的大多数，而科尼茨並不包括在 1991 年 11 月 21 日宣稱的「塞族自治区」的一部分。据报道，塞族政黨塞尔维亚族民主党（SDS）以科尼茨市议会中塞族代表的人数作基礎承认了这決定。  SDS 与 JNA 合作，积极武装化科尼茨的塞族人口并培训准军事部队和民兵。 
另一方面，科尼茨也被克罗地亚民主联盟（HDZ）宣称为「黑塞哥-波斯尼亚克罗地亚共和国」的一部分，尽管事实上克罗地亚人亦並不佔科尼茨大多数人口。至 1992 年 4 月， HVO 在该市建立武装部队。 
當波士尼亞與黑塞哥維那被國際承认獨立后，科尼茨市议会于 1992 年 4 月 17 日举行了最后一次会议，達成防卫城市的决定，并開始动员波斯尼亚邊防军（TO）。 SDS 議會代表退席，市议会終止运作。 
1992 年 4 月 20 日至 5 月上旬，波斯尼亚政府军控制了该市的大部分战略资产和一些军备。然而，塞族部队則控制了通往该市的主要入口，有效地切断了科尼茨与萨拉热窝和莫斯塔尔的联系。  4 月，科尼茨的地方政府根据已存在的防衛条例组织部队。 穆斯林和克族部队开始从周围的村庄抵达科尼茨市，而塞族居民则迁往由塞族部队控制的村庄。 
1992 年 5 月 4 日，第一批炮弹落在科尼茨，据說是由 JNA 和其他塞族部队从 Borašnica 和 Kisera 附近山区的斜坡发射的。  这次炮击造成了重大破坏，导致许多人丧生，炮击行動一直持续到岱顿协议签訂為止。 
此時，科尼茨当局的首要目標是打通通往萨拉热窝和莫斯塔尔的路线，要達成此目標則需要解除控制附近 Bradina 和 Donje Selo 村庄、以及 Borci 和其他战略要地的塞族部队的武装。 
科尼茨当局试图与塞族的主要代表 SDS 进行谈判，但这些明显的谈判並不成功。此后，包括当地克族部队 (HVO) 、波斯尼亚内政部 (MUP) 和 TO 在內的科尼茨防衛军发动军事行动。 当时，TO 和 HVO 在联合反抗塞族人方面有着共同的利益，因此聯合行动。 

## 波士尼亞克人和波斯尼亚克羅地亞人联合军事行动
联合军事行动的第一个目标区域是 Donje Selo 村莊，1992 年 5 月 20 日，TO 和 HVO 部队进入村莊。穆斯林和克族士兵随后穿过 Vinište 前往 Cerići 和 Bjelovčina 村庄。   5 月 22 日左右，Cerići 是第一个遭到炮击的村庄，部分居民投降。 Bjelovcina 也在同一時間遭到袭击。 Vinište 的一些居民于 5 月 23 日左右被捕。 
5 月 25 日下午至傍晚，塞族人居住的 Bradina 遭到炮击，身穿迷彩服和黑色制服的士兵出现，开火并放火焚烧周遭建筑物。 许多居民试图逃离，一些人撤退到村莊中心，村庄被夷为平地，至少有 43 或 48 名塞族平民在 Bradina 大屠杀中丧生。  不少居民在 5 月 27 日和 28 日左右的不同时间被 TO、HVO 和 MUP 士兵和警察逮捕。这些行动导致许多塞族人被捕，因此聯合部隊需要一个可以拘留他们的设施。 

## 集中營

### 成立

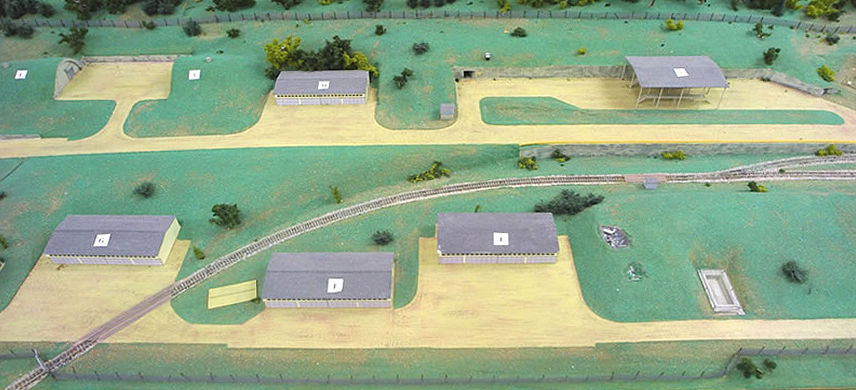
科尼茨切雷比奇集中營模型。在 Mucić 等人的审判中作为证据展示。 （照片由前南斯拉夫问题国际法庭提供）

聯合部隊选择前 JNA 切雷比奇建築群作為集中營的選址似乎是必要的，因为在科尼茨地區內能夠适当用作拘留囚犯的设施很少。 JNA 切雷比奇建築群是一个较龐大的建筑群，占地约50,000平方米，中间有一条铁路线穿過。 JNA 将其用于储存燃料，因此除了建有各個飛机库和各种建筑物外，建築群內还存在著很多地下隧道和储存罐。 实际上，集中營只有一小部分是用作關押囚犯。在建築群的入口处，有一座较大的行政大楼，旁边有一座小型接待大楼，前南斯拉夫问题国际法庭分别称之为「A 座」和「B 座」。 在其对面是一座装有水泵的建筑物，称为「22 座」。东北是一条宽 1.5 米、高 2.5 米的隧道，被标记为「9 号隧道」。該隧道延伸到地下约 30 米，穿过一扇钢门後通往一个燃料计量和分配站。在集中營的另一边、其他建筑物旁边，是一座长30米、宽13米的大型金属建筑，称為「6号机库」。 
该集中營于 1992 年 4 月至 1992 年 12 月期间运作。 关押囚犯的总数未知，但估计至少有 400人 到多达 700人。

### 囚犯
大多数被關押的囚犯是在 Bradina 和 Donje Selo 及其周边地区的军事行动期间和之后被俘虜的人。 许多被围捕的人都是年老体弱的人。 被关押在集中營的妇女被分开安置，首先在 A 座，然后在 B 座。 大多数囚犯是平民。 
大多数囚犯在 1992 年 5 月 22 日至 27 日期间被捕，从不同地点和村庄转移到集中營。 5 月 27 日，一大批来自 Bradina 的人被捕，他们被強迫行軍，被搜查和殴打，然后被装上卡车运往集中營。这些來自 Bradina 的囚犯，编号為 70-80，他們被带到 6 号机库，似乎是第一批被關押在机库的人。 後來，许多被带到集中營的證人指證，當時他们到达集中營后被迫靠墙列队，在那里被搜查或被迫交出贵重物品。有人说，他们遭到士兵或警卫的毒打。 其他囚犯被关押在挤满人的22 座，后来搬到6号机库。有些人在隧道內被關押了很長时间。 
在集中營成立初期，聯軍成立了一個军事调查委员会以确定这些囚犯是否对任何军事行動或罪行負有责任。然而，在审判期间很明显地證明到，此委员会成立的目的只是为了让切雷比奇集中营具有某种合法性。 委员会的工作只持续了一个月。委员会成员对囚犯的生活条件、所受伤害以及集中營中普遍存在的恐怖状况感到震惊，以至使他们集体辞职。 尽管如此，委员会还是采访了许多切雷比奇的囚犯并听取了他们的陈述，委员会亦分析其他收集到的文件，以确定他们是否在与科尼茨政府的戰斗中曾发挥過任何作用。结果，囚犯被分为不同的类别，委员会编制了一份报告，建议释放某些人。一些被分類在较低类别的人随后被转移到 Musala 體育館。其他人則作為戰俘交換籌碼，其中有一些是在八月国际红十字会访问集中營時在其主持下进行交換。 

### 生存条件和治疗
从集中營建立到关闭，囚犯遭受谋杀、殴打、酷刑、性侵犯和其他残忍和不人道的待遇。 
9 号隧道曾用于关押许多囚犯，一次至少可容纳 80 人，由于隧道面积小，非常拥挤。 囚犯很少獲准洗澡，只能睡在没有毛毯的混凝土地板上，许多人被迫在地板上排便。 集中營的一名前囚犯向总部位于贝尔格莱德的独立新闻机构 Vreme News Digest 描述了他和其他人在隧道内的磨难：
他們每天晚上都毆打我們。警衛和他們從酒吧帶回來的其他人一起毆打我們。他們把他們知道的所有人都帶離隧道，因為那裡沒有足夠的空間。所有的牆壁都是血淋淋的。他們抓住我們的頭髮，把我們的頭撞在牆上。我們害怕看著他們。他們要我們喝小便並告訴我們我們正在喝果汁。他們為每 15 個人發放 700 克麵包。我們一天吃三片。他們不讓我們洗澡，有時也不給我們喝水……他們讓我們面向牆壁，舉起雙臂，然後用棒球棒打我們。有時在隧道裡，有時在外面。守衛以及從前線回來的邊防軍部隊和其他人毆打我們。在營內沒有一刻沒有尖叫聲和毆打聲。
另外，大量囚犯被關押在 6 号机库，最多曾有 240 人。他们在地板上分配了排成一排、必须保持坐着位置。囚犯们不能离开他们的位置，只有要求時才能分成小组使用由外沟组成的厕所设施。由于这座建筑是用金属建造的，白天变得很热， 
士兵和警卫用棍棒、步枪枪托、木板、铁锹和绳索殴打囚犯。 囚犯每天都會被叫出机库外被殴打。一些囚犯作证说，在作为一种酷刑形式，他们的身体部位在被点燃之前會被浸泡在汽油中。 钳子、酸液、电击和热钳也被用作折磨囚犯。 
调查人员说，在 5 月至 8 月期间，大约有 30 名囚犯死于严重的「野兽式」殴打，还有一些人被枪杀或被刺死，这些受害者中有几位是老年人。 与此同时，集中營中与男人分开的少数妇女经常遭到强奸。 

## 前南斯拉夫问题国际法庭审判

### 起诉书
1996年3月21日的前南斯拉夫问题国际刑事法庭就 Hazim Delić、Esad Landžo 、Zdravko Mucić 和 Zejnil Delalić 在集中營犯下对塞族人的罪行而起訴他們。 Hazim Delić 于 1992 年 5 月至 1992 年 11 月担任切雷比奇集中營的副指挥官，並在 Zdravko Mucić 离开後和1992 年 12 月集中營关闭前担任指挥官。 Landžo，也被称为「Zenga」，1992 年 5 月至 1992 年 12 月期间在集中營担任警卫。Mucić 于 1992 年 5 月至 1992 年 12 月担任集中营指挥官。Delalić 大约从 1992 年 4 月到 1992 年 9 月在科尼茨地区协调波斯尼亚穆斯林和克族部队，然后指挥波斯尼亚军队的第一战术小组直到 1992 年 11 月。这是前南斯拉夫问题国际法庭首次就波斯尼亞战争期间对波斯尼亚塞族人犯下罪行的罪犯進行起诉。 
Delić、Mucić 和 Delalić 被指控没有采取必要和合理的措施来防止或惩罚那些利用其上级职位权力去虐待囚犯的人。前南斯拉夫问题国际法庭注意到至少 14 名被拘留者被谋杀和七项具体的酷刑行为。此外，在 Delić 一案中，他还被指控直接参与 4 宗谋杀案、5 宗具体的酷刑行为，包括 2 宗强奸案和 1 宗造成巨大痛苦或重伤的案件。Landžo 因直接参与五宗谋杀案、四宗具体酷刑行为和一宗造成巨大痛苦和严重伤害的案件而被指控其个人责任。 四人都被指控严重违反日内瓦公约和违反战争法。 

### 诉讼程序
Delić 和 Mucić 于 1996 年 4 月 11 日首次出庭，Delalić 于 1996 年 5 月 9 日首次出庭，Landžo 于 1996 年 6 月 18 日首次出庭，所有人都不认罪。 报道审判的美国记者Elizabeth Neuffer 描述被告缺乏严肃並蔑视法庭。她指出：「Delic、Landzo、Mucic 和 Delalic……在审判过程中像少年拘留所里的男孩一样傻笑、沒精打采和不停責罵」，以及 Delić 如何「威胁辩护律师，并在证人出庭作證时大声辱骂他们。 在作证期间，Delić 被观察到看起来漠不關心并嚼口香糖。  
就 Landžo 而言，他声称自己犯下罪行是因为他想成为一名「完美的士兵」，并且毫无疑问地服从上级（Delić 和 Mucić）的命令。 就在审判结束之前，他承认谋杀了指控中其中的两个人以及一些酷刑指控，但补充说他「不记得」其余的罪行。在眾多事件當中，他承认曾焚烧被拘留者的胳膊或腿，并强迫两兄弟互相口交，然后将缓慢燃烧的引信绑在他们的生殖器上并点燃。他的供述震惊了其他三名同案被告的律师。 在审判期间，五名精神病学家就 Landžo 犯罪时的精神状态作证。除了检察官的专家外，所有人都作证说 Landžo 患有某种精神障碍，但他们每个人的具体诊断都不同——从精神分裂到精神不稳定和喪失意志。他的辩护团队以此来爭取「减輕或缺乏精神责任」的请求。 

### 审判与量刑
1998 年 11 月 16 日，前南斯拉夫问题国际法庭对切雷比奇案作出判决，判定 Delić、Landžo 和 Mucić 有罪，但宣告 Delalić 的所有指控无罪。三人均被判犯有以下罪行：
- 违反战争法（前南斯拉夫问题国际法庭律例第 3 条）：谋杀、残忍对待、酷刑和掠夺；
- 严重违反 1949 年日内瓦公约（前南斯拉夫问题国际法庭律例第 2 条）：故意谋杀、酷刑、故意造成严重痛苦或造成严重身体伤害，以及不人道待遇

Delić 被判部分罪名成立，并基于个人责任和職级优势被判处 20 年监禁。  
Delić 被发现在几天内殴打一名囚犯致死。他用铁锹和电线等一些物品殴打一名囚犯。他严格限制囚犯的喝水量，即使集中營並不缺水。他还在集中營中粗暴地强奸了两名妇女。 
Landžo 被判 17 项罪名成立，并因其个人责任被判处 15 年监禁。  
Landžo 被发现殴打一名老人并 SDS 的徽章钉在他的额头上，导致他因伤势过重而死亡。他用一对加热的钳子夾著囚犯的舌头，灼伤他的嘴唇、嘴巴和舌头，然后用钳子烧伤其耳朵。他使用防毒面具令一名囚犯窒息，并用加热的刀烧伤他的手和腿。他还强迫一名囚犯做俯卧撑，同时踢他并用棒球棒殴打他。 
Mucić 被判 11 项罪名成立，并因其个人责任和作为上级的责任而被判处 7 年徒刑。  
Mucić 被发现参与管理和控制囚犯的不人道生存条件。作为集中營的指挥官，他负责营造恐怖气氛，使囚犯生存在持续的痛苦和害怕遭受身体虐待的状态中。在他的指挥下，八名被拘留者被殴打致死。 
在 Delalić 的案件中，他被发现对战俘营和在那里工作的警卫没有足够的指挥和控制权，因此不能对集中營發生的行为承担刑事责任。 
是次審判是二战以来第一次集体违反国际法的审判。 前南斯拉夫问题国际法庭认定，无论该职級是法律上的还是实際賦予的，也无论该职级是文官还是军官，上级都可以因為沒有阻止下屬犯罪而被追究刑事责任。 
该判决开创了先例，定义了战俘营中的「非人道条件」，支持 1949 年《日内瓦公约》中的一项条款，该条款禁止「对生命和人身实施暴力，尤其是各种谋杀、残害、残忍对待和酷刑」。 在作出决定时，前南斯拉夫问题国际法庭还作出了一项里程碑式的判决，将强奸定性为一种酷刑，这是国际刑事法庭首次達成此类判决。 

### 上诉和释放
2001 年 2 月 20 日，上诉法官撤销了对三名犯人违反战争法的指控，裁定不能分別利用两条法例对单一罪行进行審判，他们的原始判决也被送交审查。     2001年 10 月 9 日，Delić 的刑期减至18年，而 Landžo 维持原判，Mucić 的刑期从7年延长至9年。他們其後再次上诉刑期，並于 2003 年 4 月 8 日维持 2001 年的判罰。 Mucić 于 2003 年 7 月 18 日获准提前释放。  2003 年 7 月 10 日，Delić 和 Landžo 被转移到芬兰服完剩余的刑期。  2006年4月13日，Landžo 获准提前获释。 Delić 于 2008 年 6 月 24 日获准提前获释。 

## 后續发展
2012 年，波斯尼亚和黑塞哥维那法院以殴打和杀害囚犯的罪名判处集中營前警卫 Eso Macic 15 年监禁。  2013年二审判决将他的刑期减为13年，经过上诉，2015年他的刑期进一步减为11年。 
2019 年，TO、Akrepi 突击队和侦察队、HVO 和科尼茨警察部队的 14 名前成员在波斯尼亚国家法院接受审判，被控谋杀、拘留、强奸、酷刑和虐待科尼茨塞族人口，以及焚烧当地的东正教教堂和塞族财产。他们亦曾在切雷比奇集中營担任警卫。 

## 附注
1. ↑  ICTY 16 November 1998，第49–50頁.
2. ↑  ICTY 16 November 1998，第50頁.
3. 1 2  ICTY 16 November 1998，第51頁.
4. ↑  ICTY 16 November 1998，第52頁.
5. ↑  ICTY 16 November 1998，第52–53頁.
6. ↑  ICTY 16 November 1998，第53頁.
7. 1 2 3 4  ICTY 16 November 1998，第54頁.
8. 1 2  ICTY Crimes in Čelebići，第1頁.
9. 1 2 3 4  ICTY 16 November 1998，第55頁.
10. ↑  ICTY Crimes in Čelebići，第1–2頁.
11. ↑  Balkan Insight 5 June 2018.
12. ↑  B92 25 May 2010.
13. ↑  ICTY 16 November 1998，第56頁.
14. ↑  ICTY 16 November 1998，第57頁.
15. 1 2 3 4  ICTY Crimes in Čelebići，第2頁.
16. ↑  ICTY 16 November 1998，第57–58頁.
17. 1 2  ICTY 16 November 1998，第58頁.
18. ↑  B92 27 November 2014.
19. ↑  Nettelfield 2010，第22頁.
20. 1 2 3 4  The New York Times 3 May 1996.
21. 1 2  CBC 6 May 2004.
22. ↑  ICTY 16 November 1998，第58–59頁.
23. 1 2  ICTY 16 November 1998，第59頁.
24. 1 2  ICTY Crimes in Čelebići，第4頁.
25. ↑  ICTY 16 November 1998，第61頁.
26. 1 2  ICTY 16 November 1998，第60頁.
27. ↑  Vreme News Digest 2 April 1996.
28. ↑  IWPR 29 March 1997.
29. 1 2  The New York Times 3 April 1997.
30. 1 2  Stover 2011，第69頁.
31. 1 2 3 4  ICTY 22 March 1996.
32. 1 2 3  ICTY Case Information Sheet，第3頁.
33. 1 2 3  IWPR 1 August 1998.
34. ↑  Sparr 2005.
35. ↑  ICTY 16 November 1998，第443–446頁.
36. 1 2  TRIAL Hazim Delic.
37. ↑  ICTY Case Information Sheet，第1–2頁.
38. ↑  ICTY 16 November 1998，第447–449頁.
39. 1 2  TRIAL Esad Landzo.
40. ↑  ICTY Case Information Sheet，第2頁.
41. ↑  ICTY 16 November 1998，第441–443頁.
42. 1 2  TRIAL Zdravko Mucic.
43. ↑  ICTY Case Information Sheet，第1頁.
44. ↑  ICTY Case Information Sheet，第7頁.
45. ↑  Nettelfield 2010，第22–23頁.
46. ↑  Sriram, Martin-Ortega & Herman 2009，第169頁.
47. ↑  ICTY Landmark Cases.
48. ↑  BBC News 20 February 2001.
49. ↑  ICTY 10 July 2003.
50. ↑  Justice Report 16 November 2012.
51. ↑  Justice Report 12 May 2015.
52. ↑  Balkan Insight 8 May 2019.